# Beni Veras
Benedito Clayton Veras Alcântara GOMM (Crateús, 18 de agosto de 1935 — Fortaleza, 6 de novembro de 2015), mais conhecido como Beni Veras, foi um administrador e político brasileiro filiado ao Partido da Social Democracia Brasileira (PSDB). Foi ministro do Planejamento durante o governo Itamar Franco. Pelo Ceará, foi governador e senador.

## Biografia
Filho de Oswaldo Farias de Alcântara e Raimunda Veras Farias e casado com Vanda de Sousa Alcântara. Era vice-governador de Tasso Jereissati e assumiu o governo quando o titular desvinculou-se do cargo para disputar uma vaga no Senado Federal. Iniciou os estudos na sua cidade natal, depois cursou o ginasial e científico no Colégio Liceu do Ceará. Graduado em Administração, com especialização em Marketing pela Escola de Administração do Ceará, 1964/67.
Também diplomado pela Universidade de Harvard-EUA, em Problemas de Desenvolvimento Econômico, 1966. Na década de 1950 participou como revisor e colaborador do jornal “O Democrata”, período do Partido Comunista Brasileiro (PCB).
Em 1994, como ministro, Beni foi admitido pelo presidente Itamar Franco à Ordem do Mérito Militar no grau de Grande-Oficial especial.

## Cargos políticos
- Presidente do Centro Industrial do Ceará (1967- 1977);
- Presidente do Comitê Suprapartidário Pró-Tancredo Neves (1984- 1985);
- Vice-presidente da Federação das Indústrias do Estado do Ceará (1987- 1988);
- Assessor especial do governador do Estado do Ceará (1987- 1990);
- Senador, eleito para o período 1991/1999;
- Ministro de Estado Chefe da Secretaria de Planejamento, Orçamento e Coordenação da Presidência da República no período de 3.3.1994 a 1º.1.1995 no Governo Itamar Franco;
- Vice-governador do Estado do Ceará (1999- 2003);
- Com a renúncia do Governador Tasso Jereissati, assume o Governo do Estado do Ceará para o período de 5 de abril de 2002 a 1 de janeiro de 2003.